# Canottaggio ai Giochi della XV Olimpiade - Due con maschile
La competizione del due con maschile dei Giochi della XV Olimpiade si è svolta dal 20 al 23 luglio 1952 al bacino di Meilahti, Helsinki.

## Programma
| Data           | Round            | Note                                                   |
| -------------- | ---------------- | ------------------------------------------------------ |
| 20 luglio 1952 | Batterie         | I primi 2 alle semifinali. I restanti ai recuperi.     |
| 21 luglio 1952 | Recuperi         | I vincitori al secondo recupero.                       |
| 21 luglio 1952 | Semifinali       | I vincitori in finale. I restanti al secondo recupero. |
| 22 luglio 1952 | Secondo recupero | I vincitori in finale.                                 |
| 23 luglio 1952 | Finale           |                                                        |

## Risultati

### Batterie
| Pos. | Nazione   | Atleti                                                  | Tempo  |
| ---- | --------- | ------------------------------------------------------- | ------ |
| 1    | Germania  | Heinz Manchen, Helmut Heinhold Tim: Helmut Noll         | 8'02"3 |
| 2    | Belgio    | Hippolyte Mattelé, Eugeen Jacobs Tim: Kamiel Van Dooren | 8'05"3 |
| 3    | Finlandia | Veijo Mikkolainen, Toimi Pitkänen Tim: Erkki Lyijynen   | 8'06"6 |
| 4    | Brasile   | Francisco Furtado, Harry Mosé Tim: João Maio            | 8'19"0 |

| Pos. | Nazione  | Atleti                                                 | Tempo  |
| ---- | -------- | ------------------------------------------------------ | ------ |
| 1    | Francia  | Raymond Salles, Gaston Mercier Tim: Bernard Malivoire  | 7'57"7 |
| 2    | Polonia  | Czesław Lorenc, Romuald Thomas Tim: Zdzisław Michalski | 7'59"8 |
| 3    | Svizzera | Walter Lüchinger, Alex Siebenhaar Tim: Walter Ludin    | 8'16"4 |

| Pos. | Nazione     | Atleti                                                           | Tempo  |
| ---- | ----------- | ---------------------------------------------------------------- | ------ |
| 1    | Stati Uniti | James Fifer, Duvall Hecht Tim: James Beggs                       | 8'02"1 |
| 2    | Ungheria    | László Halász, József Sátori Tim: Róbert Zimonyi                 | 8'04"1 |
| 3    | Svezia      | Ove Nilsson, Ingemar Svensson Tim: Lars-Erik Larsson             | 8'07"6 |
| 4    | Egitto      | Mohamed Anwar, Ali Tawfik Youssif Tim: Albert Selim El-Mankabadi | 8'29"3 |

| Pos. | Nazione          | Atleti                                                      | Tempo  |
| ---- | ---------------- | ----------------------------------------------------------- | ------ |
| 1    | Italia           | Giuseppe Ramani, Aldo Tarlao Tim: Luciano Marion            | 7'59"9 |
| 2    | Danimarca        | Svend Pedersen, Poul Svendsen Tim: Jørgen Frantzen          | 8'02"7 |
| 3    | Unione Sovietica | Jewgienij Morozow, Viktor Shevchenko Tim: Mikhail Prudnikov | 8'05"0 |
| 4    | Grecia           | Iraklis Klangas, Nikolaos Nikolaou Tim: Grigorios Emmanouil | 8'24"1 |

### Recuperi
| Pos. | Nazione   | Atleti                                                           | Tempo  |
| ---- | --------- | ---------------------------------------------------------------- | ------ |
| 1    | Finlandia | Veijo Mikkolainen, Toimi Pitkänen Tim: Erkki Lyijynen            | 7'55"0 |
| 2    | Svizzera  | Walter Lüchinger, Alex Siebenhaar Tim: Walter Ludin              | 7'56"8 |
| 3    | Grecia    | Iraklis Klangas, Nikolaos Nikolaou Tim: Grigorios Emmanouil      | 8'12"9 |
| 4    | Egitto    | Mohamed Anwar, Ali Tawfik Youssif Tim: Albert Selim El-Mankabadi | 8'21"4 |

| Pos. | Nazione          | Atleti                                                      | Tempo  |
| ---- | ---------------- | ----------------------------------------------------------- | ------ |
| 1    | Unione Sovietica | Jewgienij Morozow, Viktor Shevchenko Tim: Mikhail Prudnikov | 8'03"0 |
| 2    | Svezia           | Ove Nilsson, Ingemar Svensson Tim: Lars-Erik Larsson        | 8'03"8 |
| 3    | Brasile          | Francisco Furtado, Harry Mosé Tim: João Maio                | 8'05"5 |

### Semifinali
| Pos. | Nazione   | Atleti                                                | Tempo  |
| ---- | --------- | ----------------------------------------------------- | ------ |
| 1    | Francia   | Raymond Salles, Gaston Mercier Tim: Bernard Malivoire | 8'07"5 |
| 2    | Germania  | Heinz Manchen, Helmut Heinhold Tim: Helmut Noll       | 8'12"9 |
| 3    | Danimarca | Svend Pedersen, Poul Svendsen Tim: Jørgen Frantzen    | 8'18"7 |
| 4    | Ungheria  | László Halász, József Sátori Tim: Róbert Zimonyi      | 8'43"7 |

| Pos. | Nazione     | Atleti                                                  | Tempo  |
| ---- | ----------- | ------------------------------------------------------- | ------ |
| 1    | Italia      | Giuseppe Ramani, Aldo Tarlao Tim: Luciano Marion        | 8'07"6 |
| 2    | Belgio      | Hippolyte Mattelé, Eugeen Jacobs Tim: Kamiel Van Dooren | 8'11"4 |
| 3    | Polonia     | Czesław Lorenc, Romuald Thomas Tim: Zdzisław Michalski  | 8'12"1 |
| 4    | Stati Uniti | James Fifer, Duvall Hecht Tim: James Beggs              | 8'13"0 |

### Secondo recupero
| Pos. | Nazione          | Atleti                                                      | Tempo  |
| ---- | ---------------- | ----------------------------------------------------------- | ------ |
| 1    | Germania         | Heinz Manchen, Helmut Heinhold Tim: Helmut Noll             | 7'54"7 |
| 2    | Stati Uniti      | James Fifer, Duvall Hecht Tim: James Beggs                  | 7'55"5 |
| 3    | Unione Sovietica | Jewgienij Morozow, Viktor Shevchenko Tim: Mikhail Prudnikov | 8'08"4 |

| Pos. | Nazione   | Atleti                                                  | Tempo  |
| ---- | --------- | ------------------------------------------------------- | ------ |
| 1    | Finlandia | Veijo Mikkolainen, Toimi Pitkänen Tim: Erkki Lyijynen   | 8'01"8 |
| 2    | Belgio    | Hippolyte Mattelé, Eugeen Jacobs Tim: Kamiel Van Dooren | 8'03"7 |
| 3    | Ungheria  | László Halász, József Sátori Tim: Róbert Zimonyi        | 8'16"6 |

| Pos. | Nazione   | Atleti                                                 | Tempo  |
| ---- | --------- | ------------------------------------------------------ | ------ |
| 1    | Danimarca | Svend Pedersen, Poul Svendsen Tim: Jørgen Frantzen     | 7'51"2 |
| 2    | Polonia   | Czesław Lorenc, Romuald Thomas Tim: Zdzisław Michalski | 8'00"9 |

### Finale
| Pos.    | Nazione   | Atleti                                                | Tempo  |
| ------- | --------- | ----------------------------------------------------- | ------ |
| Oro     | Francia   | Raymond Salles, Gaston Mercier Tim: Bernard Malivoire | 8'28"6 |
| Argento | Germania  | Heinz Manchen, Helmut Heinhold Tim: Helmut Noll       | 8'32"1 |
| Bronzo  | Danimarca | Svend Pedersen, Poul Svendsen Tim: Jørgen Frantzen    | 8'34"9 |
| 4       | Italia    | Giuseppe Ramani, Aldo Tarlao Tim: Luciano Marion      | 8'38"4 |
| 5       | Finlandia | Veijo Mikkolainen, Toimi Pitkänen Tim: Erkki Lyijynen | 8'40"8 |